# J. Metzler
J. Metzler war ein deutscher Künstler, dessen Identität trotz der Bekanntheit seiner Werke ungeklärt ist. Er schuf gegen Ende des 19. und zu Beginn des 20. Jahrhunderts eine bedeutende Zahl von Landschaftsgemälden. Der Schwerpunkt seines Schaffens liegt in der Zeit um 1910.

## Werk
Seine Werke zeigen die ganze landschaftliche Vielfalt Deutschlands von der Nord- bzw. Ostseeküste bis zu den Alpen, allerdings liegt ein deutlicher Schwerpunkt im Bereich des Niederrheins. Metzlers Arbeiten stehen in der Tradition der altniederländischen Landschaftsmalerei und wurden vom französischen Impressionismus beeinflusst. Besonders erstere erfreute sich zur Jahrhundertwende großer Beliebtheit, und es wird angenommen, dass Werke auf besonderem Wunsch der Käufer entstanden.
Einzelne Werke
- Nærøyfjord, Öl auf Leinwand, signiert „J. Metzler Ddf 190“
- Winterlandschaft, Öl auf Karton 22 × 26 cm, signiert „J. Metzler Ddf 04“
- Sommer in der Eifel, B 80,5 × H 51 cm, signiert „J. Metzler 07“
- Niederrheinische Landschaft mit Fischern (Ufer mit Baumreihe), 60 × 50 cm, signiert „J. Metzler“
- Niederrheinische Landschaft mit Fischern, signiert „J. Metzler“
- Wartburg, signiert „J. Metzler“
- Schwarzwaldlandschaft (Frühling), B 80 × H 60 cm, signiert „J. Metzler“
- Teichlandschaft mit Birken und Windmühle im Hintergrund, signiert „J. Metzler“
- Landschaft mit Weg und Hühnern, signiert „J. Metzler. 08“

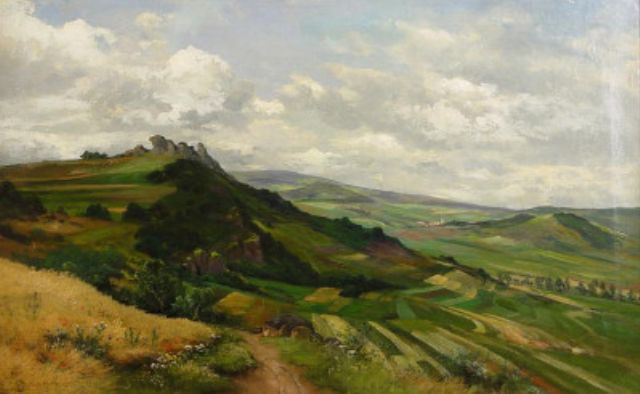
Sommer in der Eifel, 1907
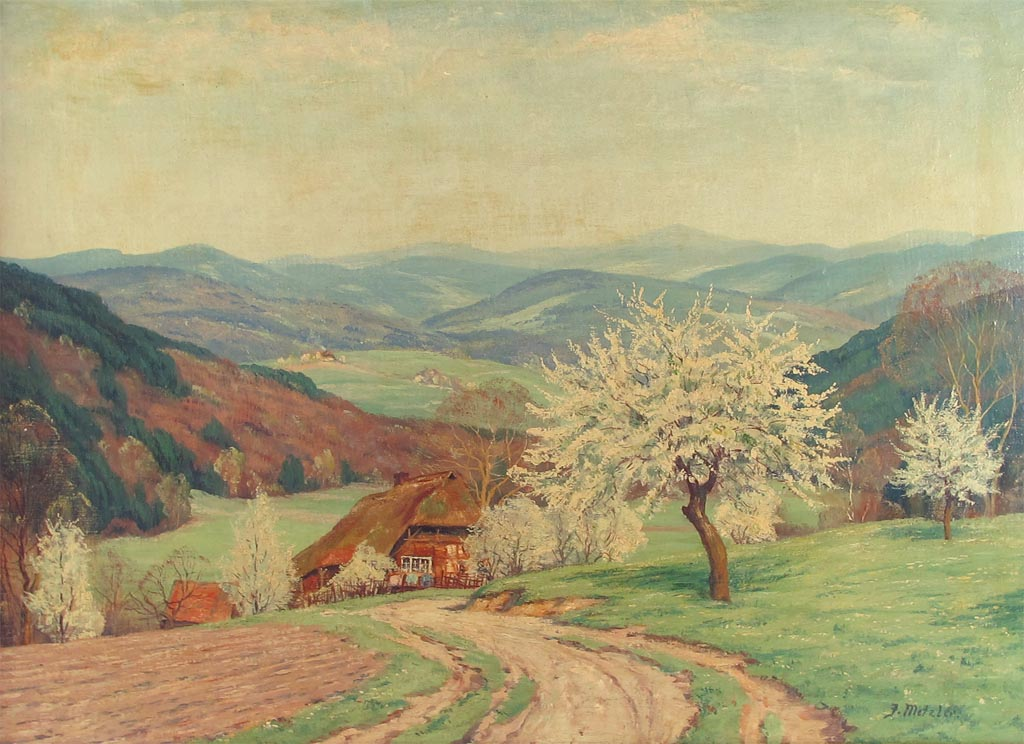
Schwarzwaldlandschaft im Frühling
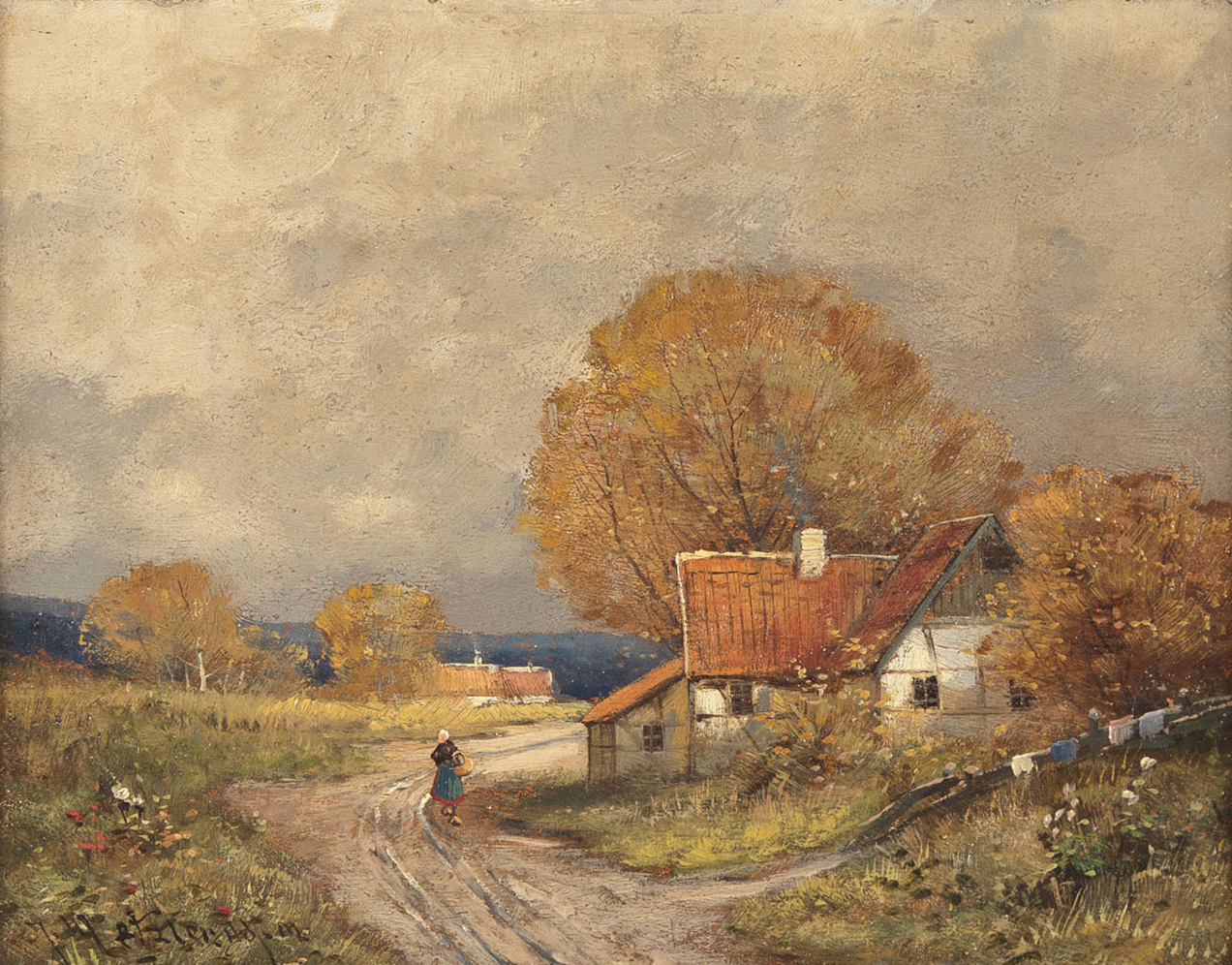
Fachwerkhaus
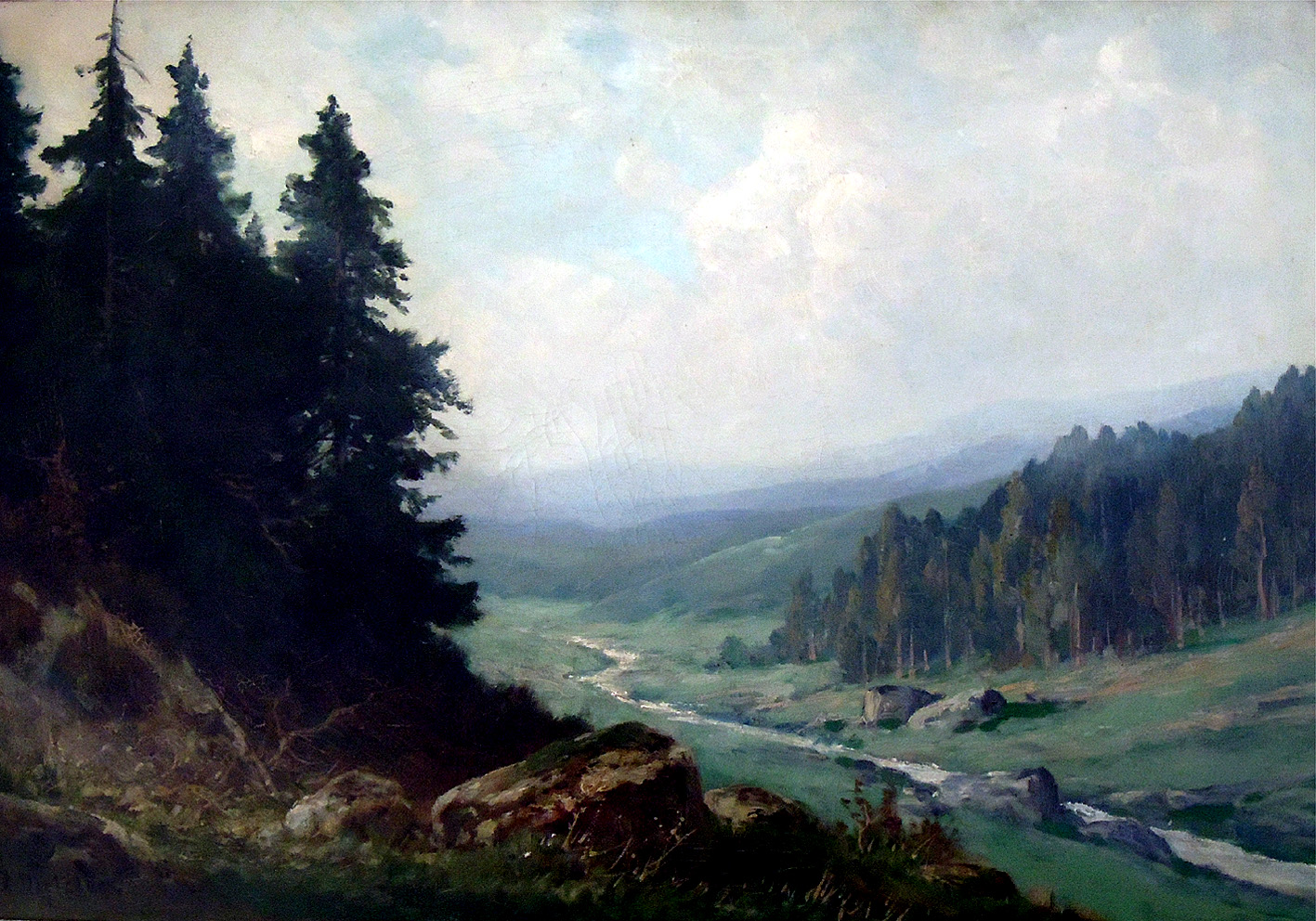
Schwarzwaldlandschaft, Öl auf Leinwand, ca. 1910
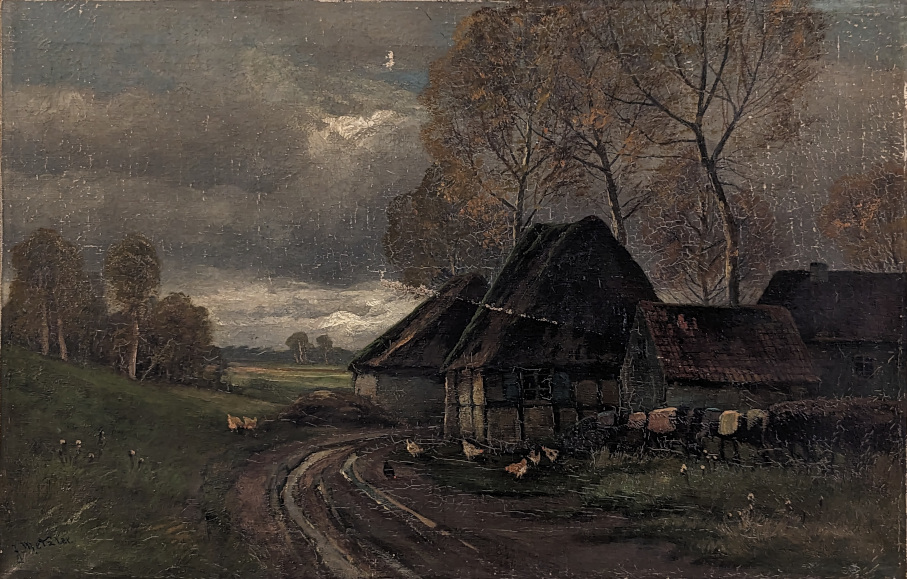
Ölgemälde auf Leinwand
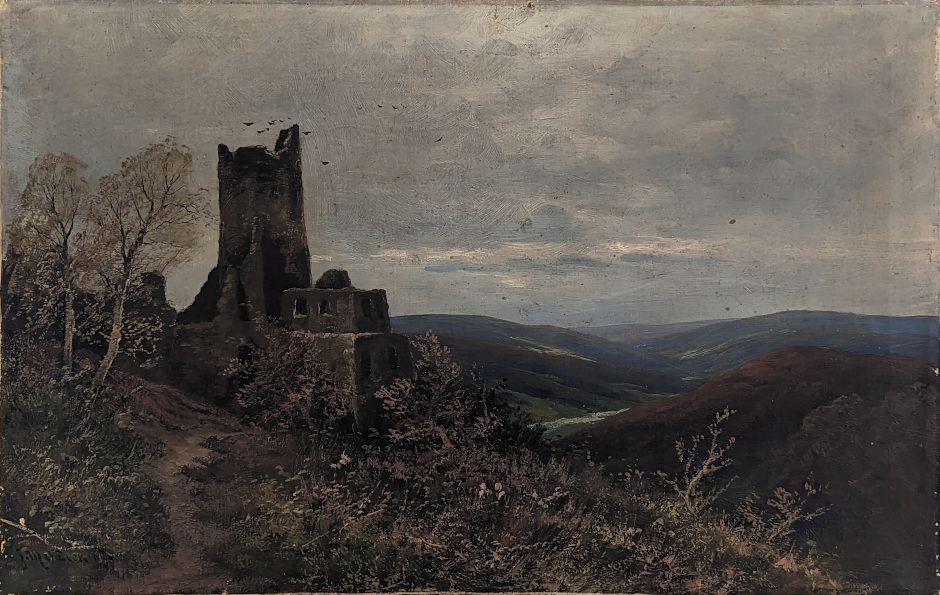
Ölgemälde auf Leinwand

## Identität unklar
Weil es trotz der Anerkennung des Werks bisher niemandem gelungen ist, nähere Angaben über den Künstler zu machen, kann es als wahrscheinlich gelten, dass es sich bei „J. Metzler“ um ein Pseudonym handelt. Ein Anhaltspunkt ist, dass der Künstler einen Teil seiner Bilder mit dem Zusatz „Ddf“ signierte, was wohl eine Abkürzung für Düsseldorf ist. Der Stil ist eindeutig dem Umkreis der Düsseldorfer Malerschule zuordnen, auch der Schwerpunkt der Motive lässt sich auf den Niederrhein verorten.
Eine These besagt, dass es sich um den im Künstlerlexikon Allgemeinen Lexikon der Bildenden Künstler von der Antike bis zur Gegenwart verzeichneten Düsseldorfer Maler Johann Jungblut (1860–1912) handelt, der auch andere Pseudonyme wie Johann Sander nutzte. Konkrete Belege dafür gibt es nicht. Als Fiktion kann die Ergänzung um die Vornamen Jan oder Johann gelten.